# Anh túc
Anh túc hay còn gọi là a phiến, á phiện, thuốc phiện, thẩu, trẩu (người Tày gọi là cây nàng tiên), là loài thực vật có tên khoa học là Papaver somniferum L., thuộc họ Anh túc (Papaveraceae). Được xem là cây dược liệu quý. Trong y học dùng cho giảm đau tốt nhất trong các loại dược liệu cả Đông lẫn Tây y. Chiết xuất của cây này làm gây nghiện nặng. Ngành y học khuyến cáo không nên dùng trong các trường hợp thông thường, phải có sự chỉ định chi tiết và giám sát trực tiếp của bác sĩ. Việc lạm dụng quá mức có thể gây nghiện. Chính phủ Việt Nam đã cấm trồng cây này, lập một đơn vị phòng chống ma túy kiểm soát; thuốc phiện và các chất được tinh chiết từ nó, và các chất gây nghiện khác cần sa không gây nghiện nhưng bị cấm, một trong những quốc gia lớn đã hợp thức hóa nó, v.v.

## Cây
Thân cao 1m-1,5m. Mỗi năm một vụ, mùa gieo hạt khoảng 10-11 âm lịch nằm vào mùa đông, thời gian từ khi gieo hạt đến khi ra hoa lấy mủ khoảng 3 tháng. Thích hợp với khí hậu vùng cao, có khi lên đến 1000m. Hoa khá đặc biệt; cùng một thân cây nhưng lại có bông hoa với các màu khác nhau, bông màu vàng tím và bông màu tím, trắng..v.v

## Sản lượng
Số lượng khoảng 1 sào bắc bộ (360m²) mới lấy được 3 lạng mủ được cô đen (nha phiến).
Sau khi hết mủ khai thác, quả khô bóc vỏ ra hạt ở trong. Hạt này có thể ăn sống được, thường trẻ con hay ăn. Hạt dùng để lấy giống vụ sau.

## Tinh chế nha phiến

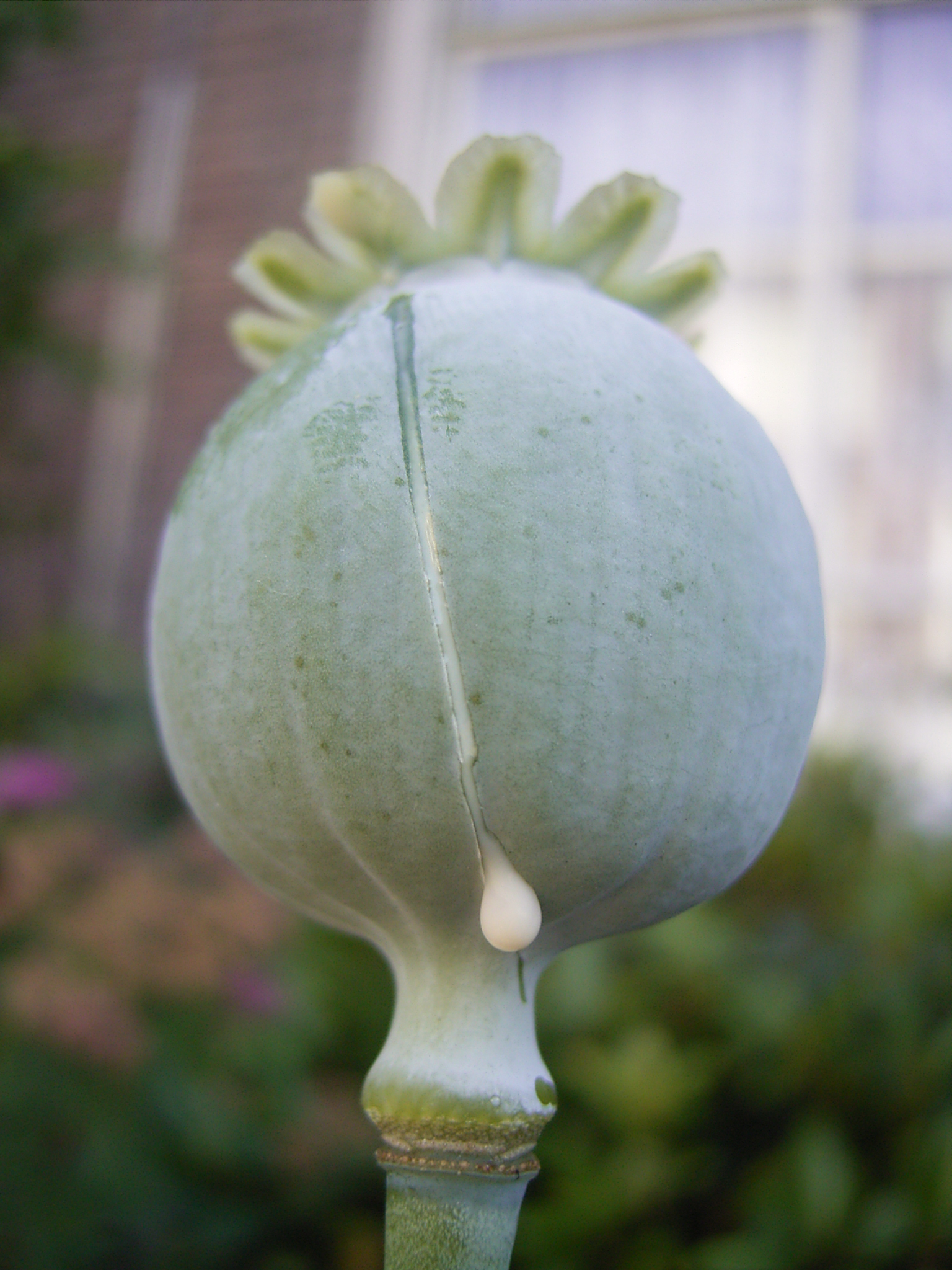
Bầu nhụy chảy nhựa trắng sau khi bị rạch

Nếu cần 1 kg bạch phiến thì cần phải tinh chế 10 kg nha phiến.
Việc chế biến thuốc phiện cổ truyền thì lấy nhựa thẩu phết lên trên một tấm giấy bản rồi đem hong khô. Đó là "thuốc sống". Lấy thuốc sống bóc bỏ giấy, đem dầm vào nước sôi, lọc sạch rồi đun cho đặc lại thì thành "thuốc chín". Đây là dạng thuốc dùng hút ở Đông Dương vào đầu thế kỷ 20.

## Hình ảnh

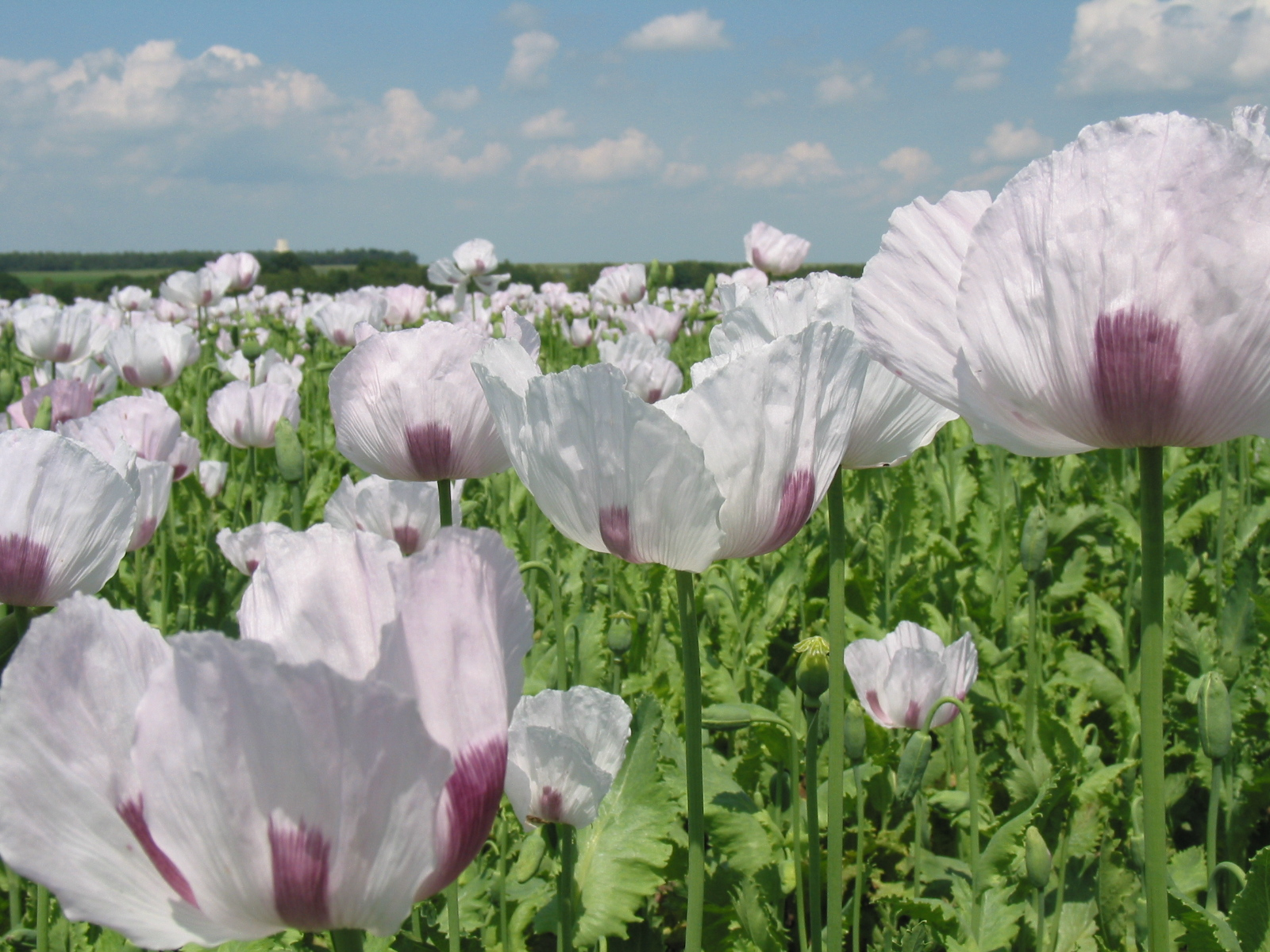
Cánh đồng hoa anh túc tại Pháp
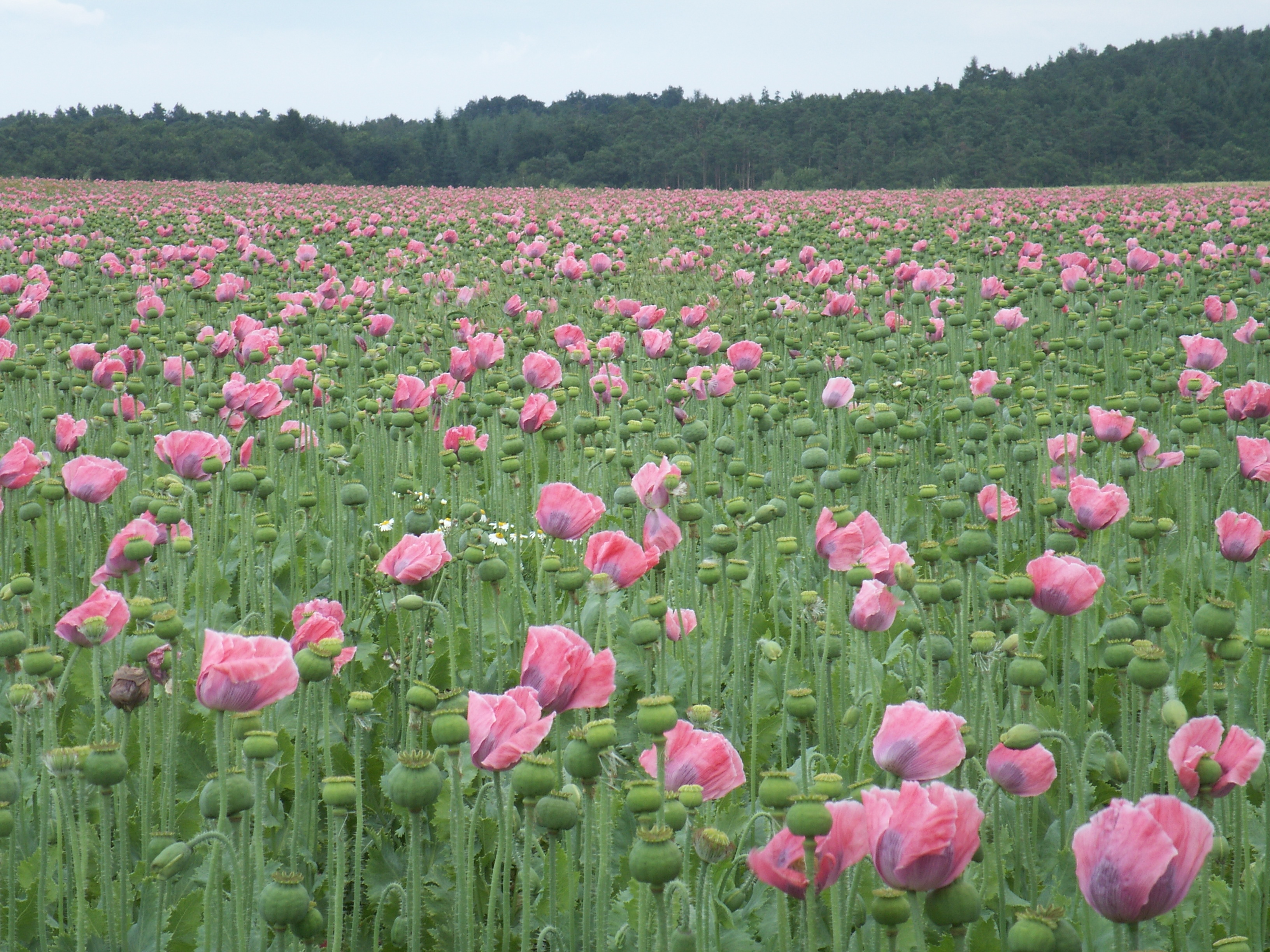
Tại Áo
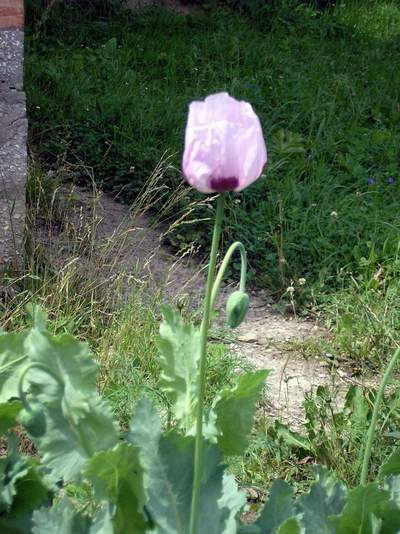
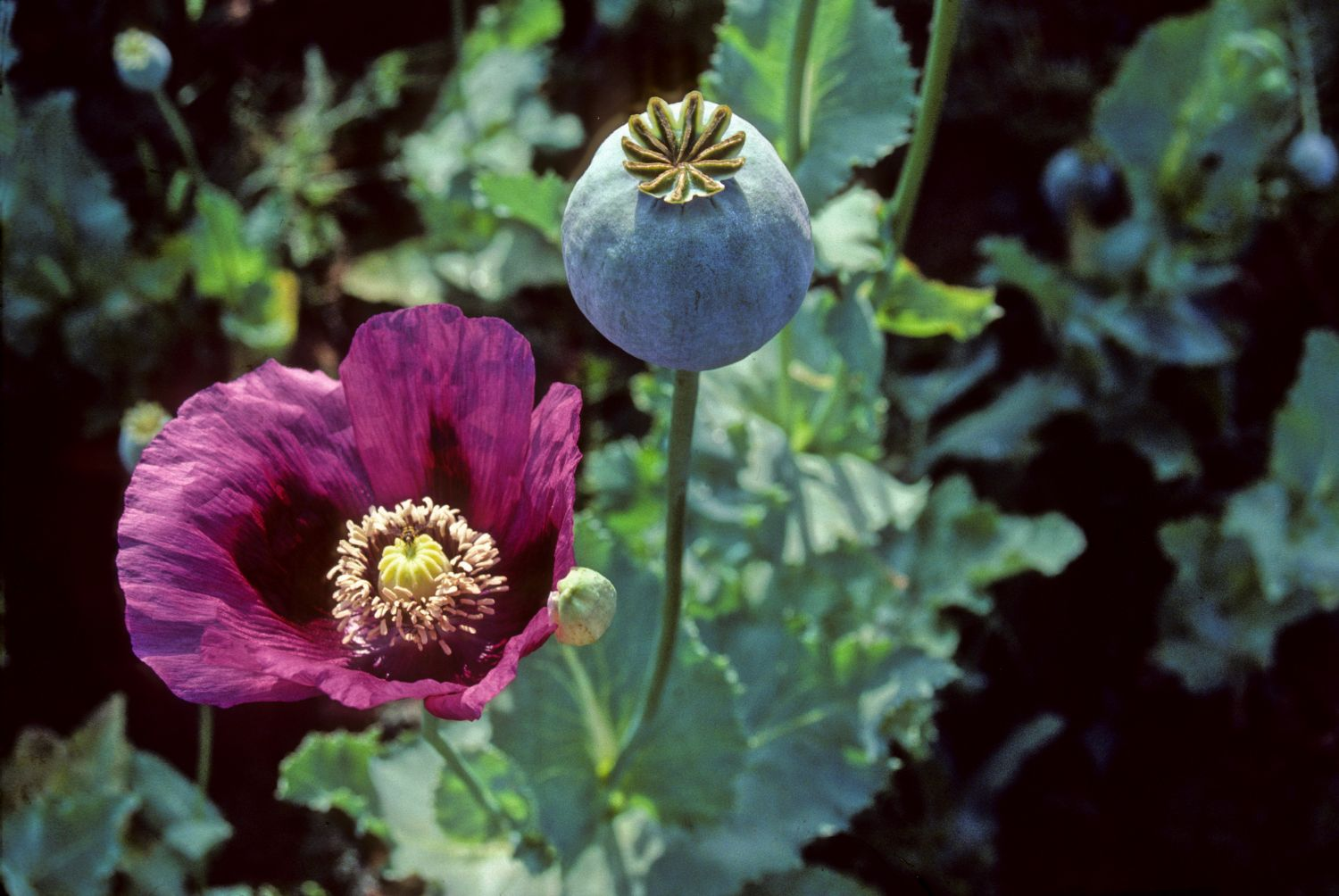
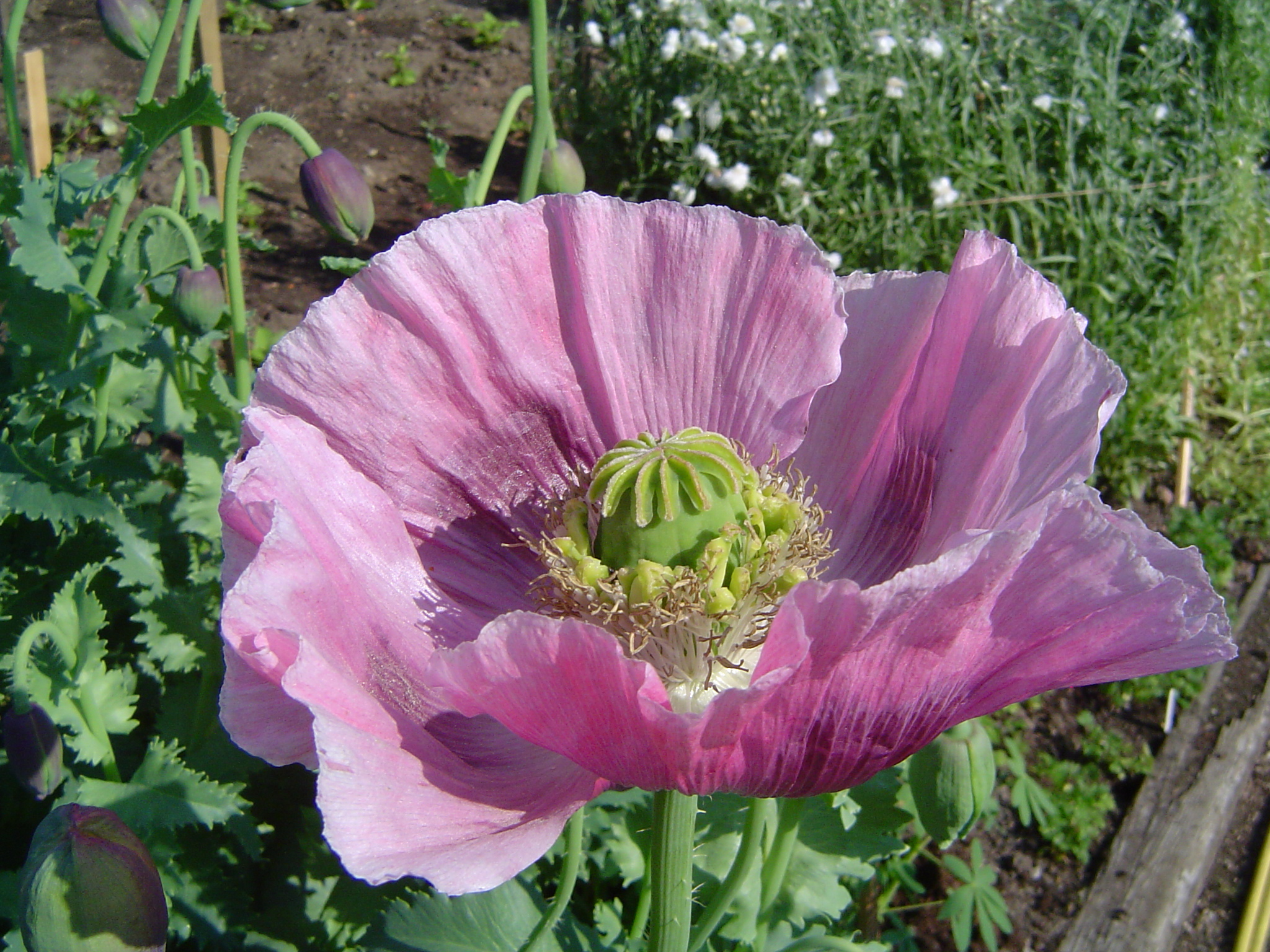
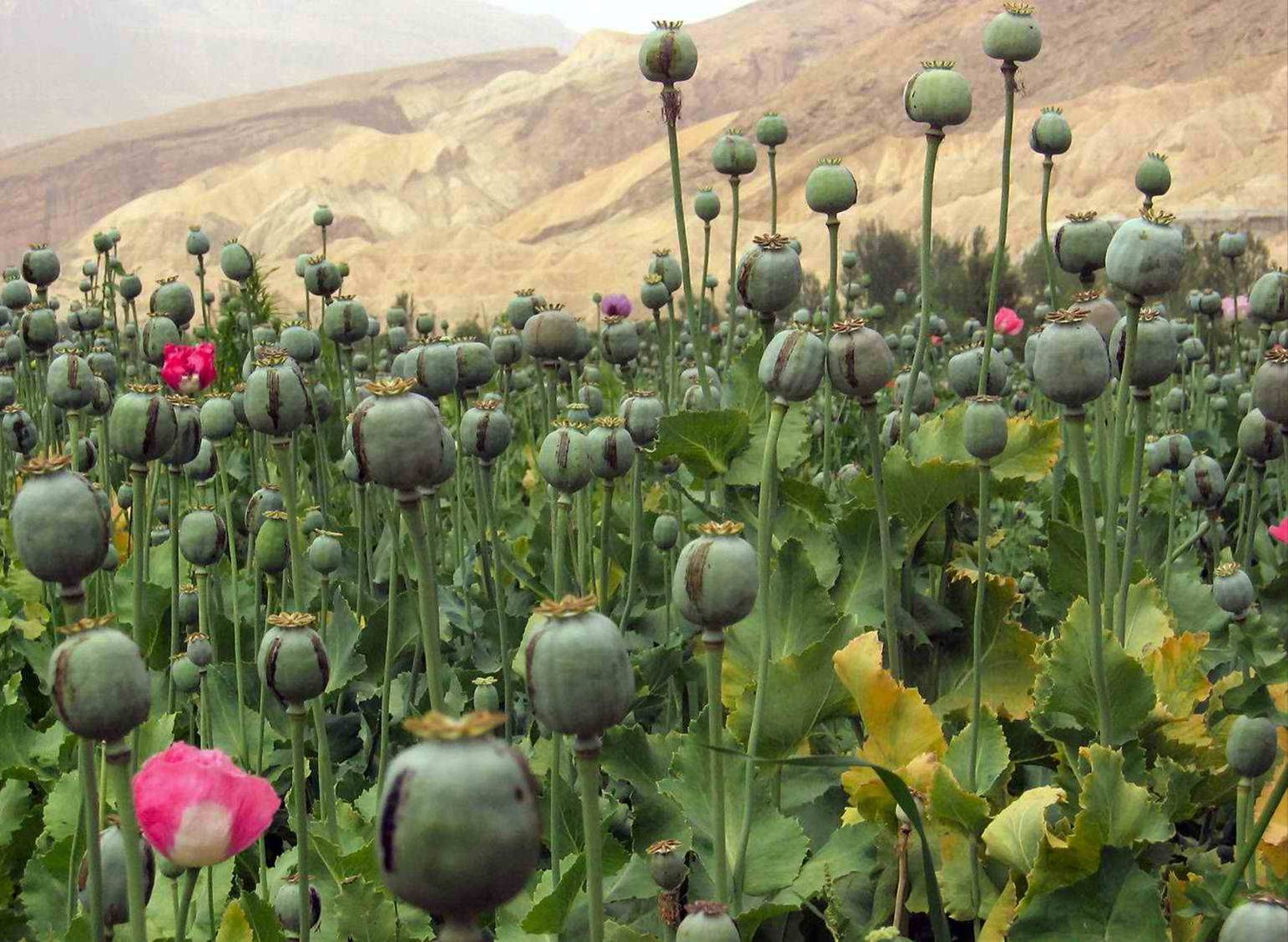
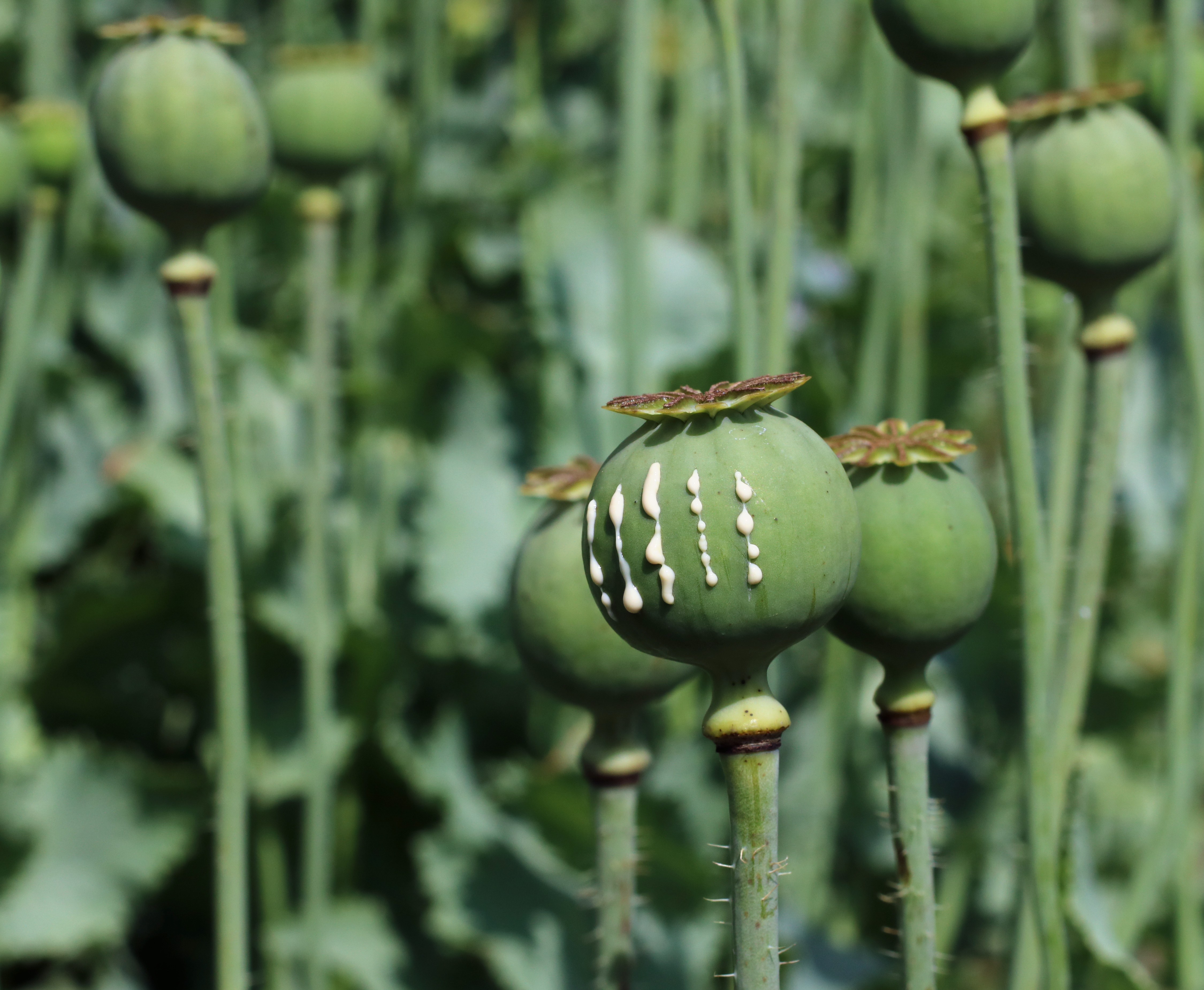
Quả với dòng mủ trắng
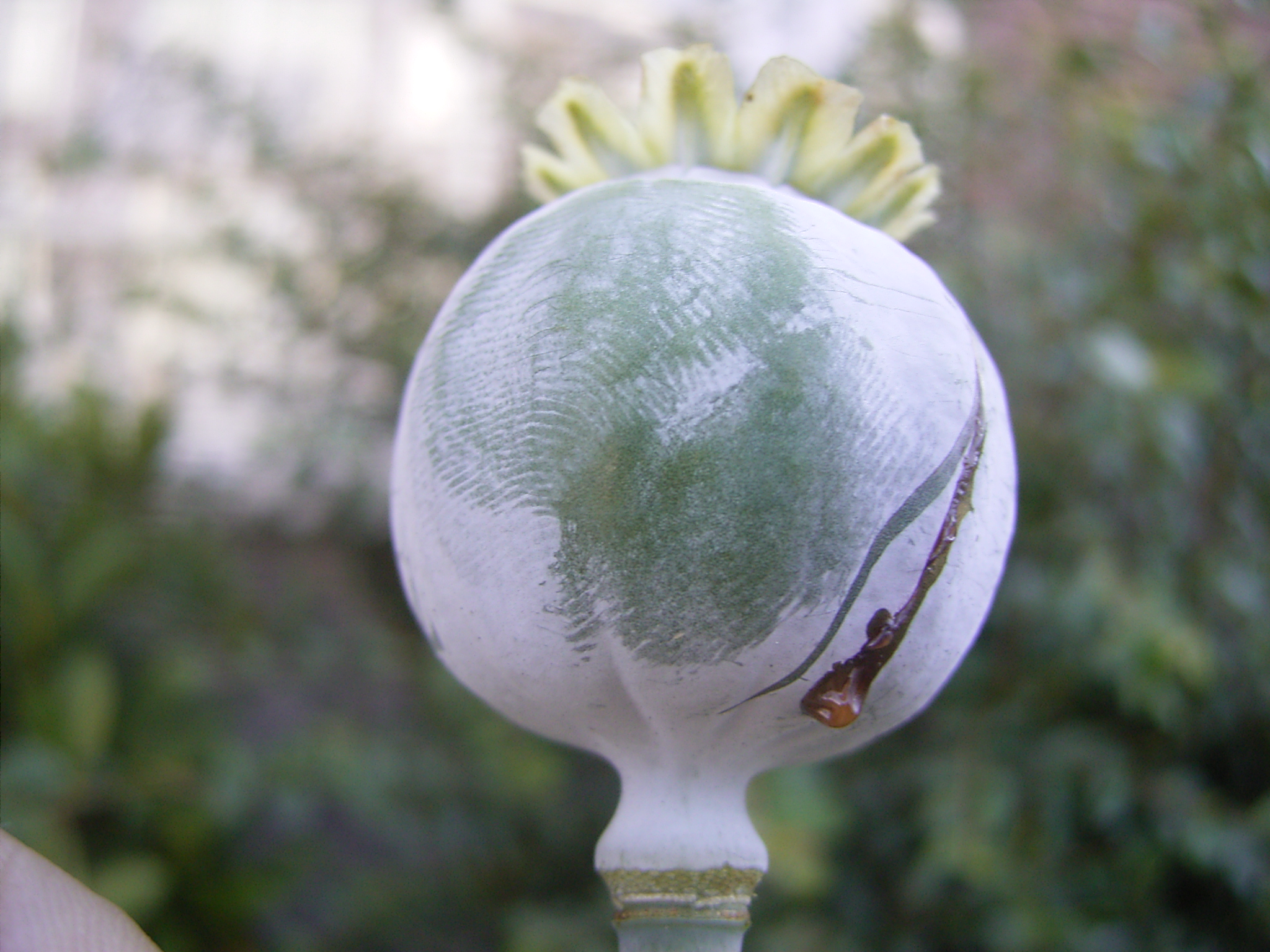
Quả với mủ khô màu nâu
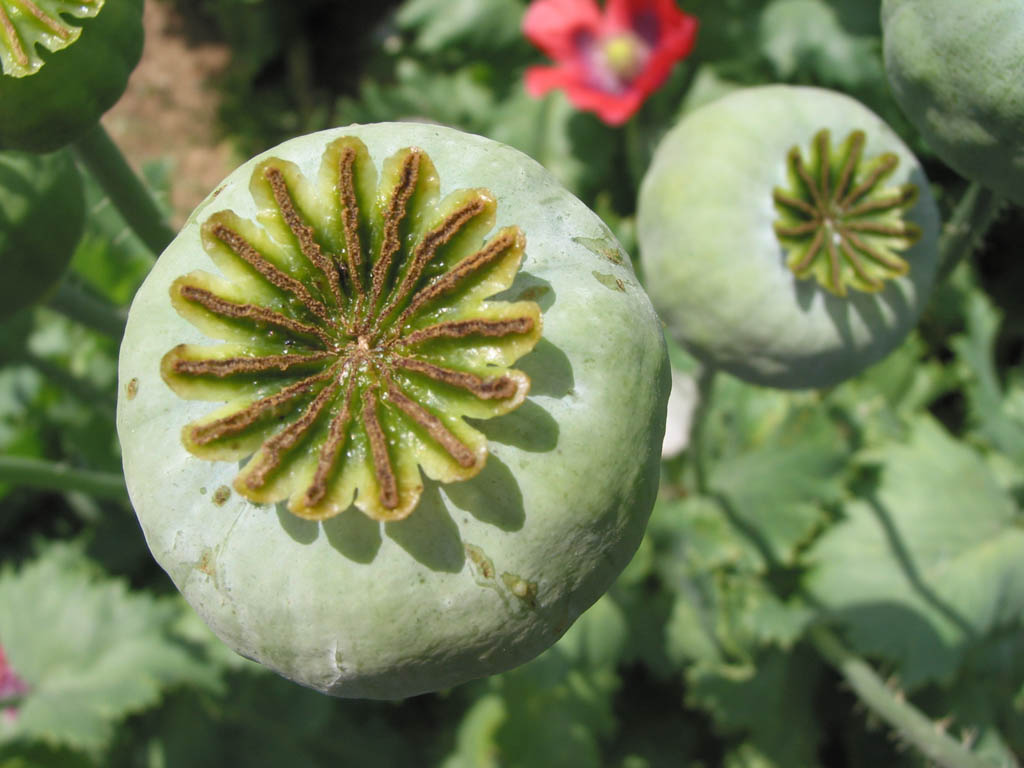
Quả xanh
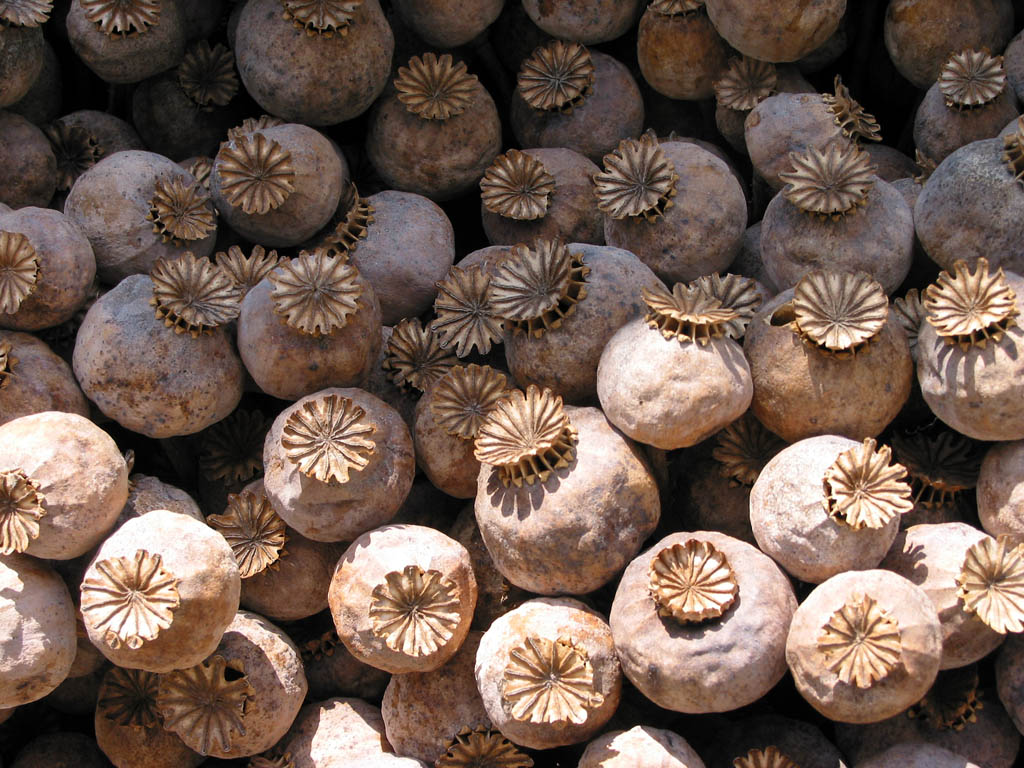
Quả khô